# Christelijk Instituut Effatha
Het Christelijk Instituut Effatha is een dovenschool in Zoetermeer die op 17 oktober 1888 werd opgericht als het Christelijk Instituut Effatha voor doven door prof. L. Lindeboom, ds. J. Vonk en ds. H. Beuker.
De naam is ontleend aan Marcus 7:34. Hier spreekt Jezus dit woord tot een dove, waarbij het vertaald wordt met: "wordt geopend!".

## De beginperiode
Prof. L. Lindeboom had moeite om de juiste onderwijzers te vinden. De dove leerlingen kregen lessen in zijn eigen woning. Pas in 1891 kreeg Effatha een eigen gebouw op Langebrug 87 te Leiden. Door de groei van het aantal leerlingen moest Effatha in 1899 verhuizen naar het voormalige weeshuis "Bethel" van ds. Eigeman, aan de Wolwevershaven te Dordrecht. De leerlingen woonden intern. Het hoofd van de school en zijn vrouw fungeerden als huisouders.
In 1902 verhuisde Effatha naar het pand "Henegouwen" aan de Gravenstraat te Dordrecht.
In 1926 kocht Effatha een groot terrein, Hoekenburg en Arentsburg in Voorburg, voor ruim 100.000 gulden. De 97 leerlingen, 10 leraren, de huisvader en -moeder en 8 dienstboden verhuisden naar het nieuwe onderkomen. Er kwam een aula die dienstdeed als toneel en kerk. De leerlingen kregen cadeaus van donateurs in Voorburg. Effatha ontving te weinig geld van de overheid. Daarom werd de stichting "Vrienden van Effatha" opgericht voor het werven van fondsen. Tegenwoordig geeft deze stichting geld aan goede doelen, zoals dovenscholen in ontwikkelingslanden.
Tijdens de Tweede Wereldoorlog werd een koetshuis van Hoekenburg vernietigd. Een gedeelte van het gebouw Arentsburg raakte ook zwaar beschadigd door een vliegtuigbom. De aula werd tot noodhospitaal omgebouwd voor het verplegen van gewonden.

## Na de Tweede Wereldoorlog
In 1949 had Effatha 192 leerlingen. Er kwam een nieuw gebouw naast Arentsburg. Men bouwde een school bij Hoekenburg. Tien jaar later was het aantal leerlingen gegroeid tot 351. Er kwamen op het terrein een meisjes- en een jongensinternaat. In de jaren 70 moest Effatha ook stacaravans en houten gebouwen op het terrein plaatsen om nieuwe leerlingen te kunnen opvangen.
In 1979 kocht het instituut een stuk grond met een boerderij in Zoetermeer voor de bouw van nieuwe scholen en een internaat. Twee jaar later verhuisde de middelbare school naar Zoetermeer. In 1988 werd een grote renovatie op de gebouwen in Voorburg uitgevoerd. Naast Arentsburg kwam de Voorburgh, een nieuwe school, voor kleine en gehandicapte kinderen.
In de jaren 90 van de 20e eeuw werd er mavo aangeboden. Vanaf 1999 werd ook havo aangeboden. Effatha ging samenwerken met het Stedelijk College Zoetermeer (het huidige Beroepscollege Zoetermeer) om reguliere opleidingen aan leerlingen te kunnen aanbieden. De afdeling VMBO werd verhuisd naar het gebouw van het Stedelijk College. De kinderen met gedragsproblemen werden in een boerderij te Alphen aan den Rijn gehuisvest.
Effatha opende een school in Apeldoorn. Omdat de overheid niet wilde bijdragen in de financiering moest Effatha dit zelf bekostigen.

## Vanaf 2000

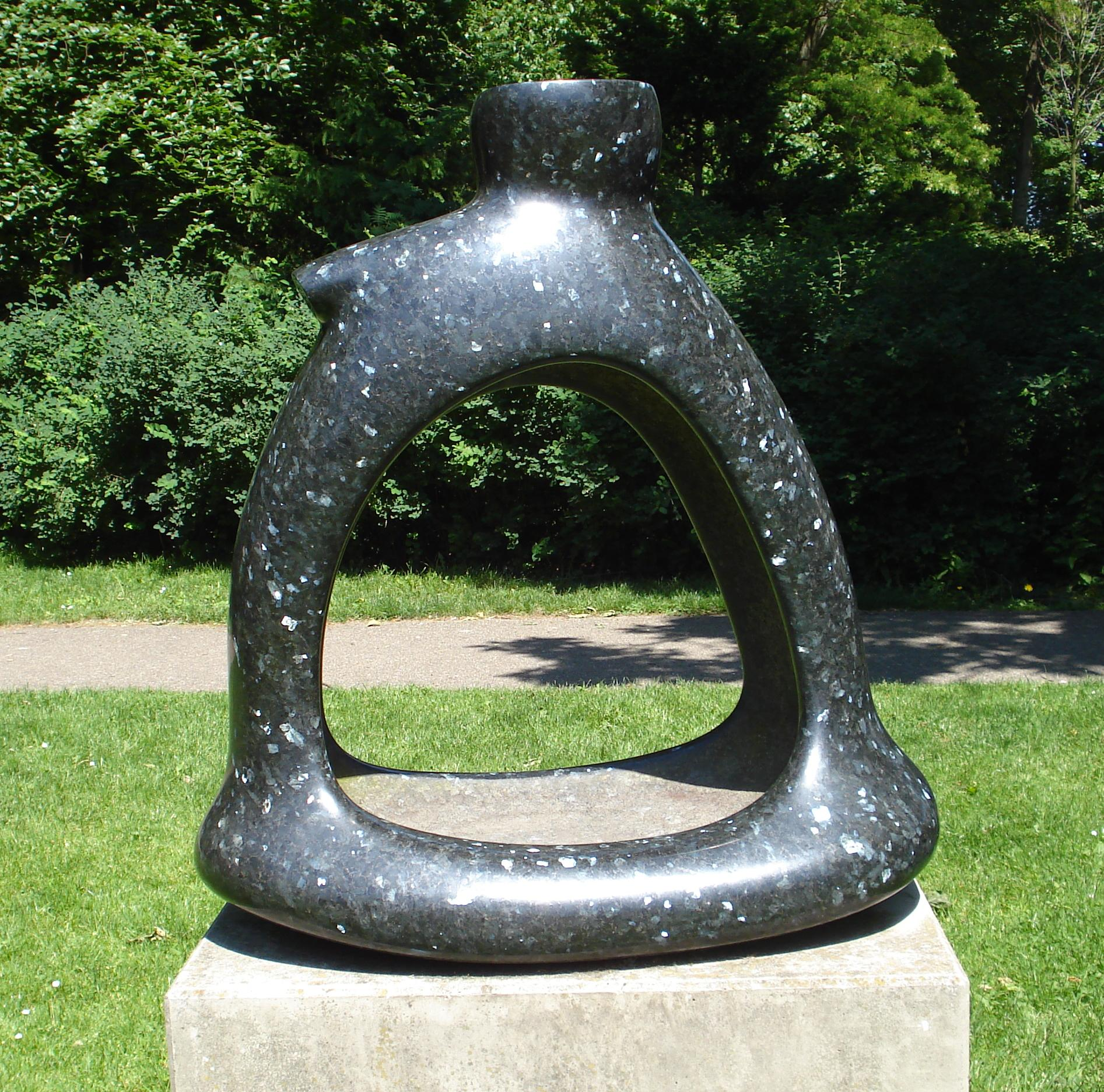
Klankbeeld in Voorburg door Immanuel Klein (herinnering aan Effatha)

Het internaat in Zoetermeer werd omgebouwd tot kantoor. De oude internaten in Voorburg stonden inmiddels al geruime tijd leeg. De interne leerlingen werden in woningen te Zoetermeer ondergebracht. Daarom besloot Effatha tot het afstoten van het terrein in Voorburg.
Tijdens de werelddovendag in 2000 namen de (oud)leerlingen en het (oud)personeel feestelijk afscheid van de oude gebouwen in Voorburg. Een stenen monument in de vorm van witte handen, onthuld in 1988, werd verplaatst naar het onderkomen in Zoetermeer. Effatha maakte van de gelegenheid gebruik door zijn excuus aan te bieden voor het in het verleden geven van lijfstraffen aan leerlingen. Deze lijfstraffen volgden na stiekem gebruikmaken van gebarentaal, die vroeger verboden was. Een aantal oude gebouwen werden pas in 2005 gesloopt voor de realisatie van luxewoningen. Alleen Arentsburg en Hoekenburg bleven over.
In 2002 fuseerden Effatha, Signis, Weerklank en Guyot tot de koninklijke Effatha Guyot Groep.
De nieuwe organisatie kreeg het predicaat Koninklijk van koningin Beatrix, omdat dit predicaat reeds in 1948 door koningin Wilhelmina aan het Guyot Instituut was verleend. Het predicaat kwam echter te vervallen door de fusie en moest opnieuw toegekend worden.
In 2009 kwam er een fusie met de Viataal groep tot stand. Daardoor werd de naam van de groep tijdelijk veranderd in de KegViataalGroep. Per 1 januari 2010 zijn de drie organisaties; Koninklijke Effatha Guyot Groep, Viataal en Sint Marie opgegaan in een nieuwe organisatie genaamd Koninklijke Kentalis.

## Algemeen directeuren
- 1891–1906: Leendert Cornelis Oranje ('s-Heer Abtskerke, 12 juni 1860 - Dordrecht, 21 sept. 1906)
- 1907–1916: A. Kes
- 1916–1942: A.A. van Holten
- 1942–1957: C. Timmer
- 1957–1981: J.L. van der Have
- 1981–1990: K. Koenen
- 1990–2002: G. Schaart